# 김기춘
김기춘(金淇春, 1939년 11월 25일 ~ )은 대한민국의 정치인, 전 검사이다.
제22대 검찰총장과 제40대 법무부 장관을 지냈으며, 제15·16·17대 국회의원으로 재직했고, 박근혜 정부에서 대통령비서실장으로 재임했다. 박근혜 정부의 문화예술계 블랙리스트 사건으로 2017년 1월 21일에 구속되었으며, 1심에서 징역 3년, 2심에서 징역 4년을 선고받았다. 이후 최장 구속 기간인 1년 6개월을 채워 2018년 8월 6일에 석방되었다. 그러나 석방 이후 재판 거래 의혹에 연루되었다.

## 생애
김기춘은 1939년 11월 25일에 경상남도 거제에서 태어났다. 경남고등학교를 졸업하고 1958년 서울대학교 법과대학에 입학하였고, 1960년 대학 3학년 재학 중 고등고시 사법과에 합격한 후 해병대 법무관으로 근무하는 중 5.16 군사 정변이 발생했다. 이후 1965년 광주지검에서 검사생활을 시작했고, 1967년 부산지검 검사, 1969년 서울지검 검사, 1971년 8월 법무부 법무과 검사 등을 거쳤다.
| “ | 유신헌법은 우리의 현실에 가장 알맞은 민주주의 제도를 이 땅 위에 뿌리박아 토착화하는 일대 유신적 개혁의 시발점이다. 박정희 대통령 각하의 구국영단을 강력히 지지하는 우리 국민의 정치적 결단에 의하여 확정을 보게 됐다. | ” |
|   | — 1972년 유신헌법이 제정됐을 때 대검찰청이 발행한 '검찰' 48호에 '유신헌법 해설'이라는 제목의 글에서 |   |

박정희 정부 때인 1972년에는 유신헌법을 만드는 데 핵심적으로 관여하였다. 유신헌법 제정자로 알려졌던 한태연 전 국회의원은 생전 한 학술대회에서 "유신헌법은 박정희가 구상하고 신직수·김기춘이 안을 만들었다"고 밝혔다. 유신헌법 제정 뒤 김기춘은 이례적으로 승진해 법무부 인권옹호국 과장이 되었다. 1974년 8월 15일에 일어난 육영수 저격 사건을 담당해 문세광으로부터 자백을 받아내 기소하는 등 수사능력을 인정받았고, 35세에 중앙정보부 대공수사국장으로 승진하였다. 대공수사국장으로 재임할 동안 재일한국민주통일연합 간첩사건이 발생했는데, 나중에 이는 완전히 조작된 것으로 판명되었다. 한편 박정희 전 대통령은 김기춘을 향해 '김똘똘'이라 불렀다고 한다. 이후 1979년 청와대 법률 비서관을 지내면서 박근혜 전 대통령을 만났다고 한다.
제5공화국 때는 법무연수원, 대구지검, 대구고검 등에서 한직으로 근무하게 되었으나, 노태우 정부에서는 검찰총장을 맡게 된다. 이때 김기춘은 장세동 전 안기부장을 비롯해 5공 인사 49명을 구속했고, 이후 법무부 장관을 맡게 되었다. 법무부 장관을 지내는 동안 강기훈 유서대필 조작사건이 있었다. 한참 후 2014년 1월 16일 '강기훈 유서대필 사건' 재심 공판이 열린 서울고등법원 법정에서 강기훈 씨는 "무엇을 어떻게 표현해야할지 누구에게 욕을 해야할지 그것도 잘 모르겠다"면서 사건 연루자 16명의 이름을 읊었는데, 마지막에 나온 이름이 김기춘이었다. 이 사건에 대해 2015년 5월 14일 대법원은 자살방조 혐의로 기소되었던 강씨의 재심에서 무죄를 선고한 원심을 확정했다.
92년 대선을 앞두고서는, 김영삼 후보 당선을 위해 초원복국 사건을 일으켰다. 문민정부 출범 이후 KBO 총재를 지냈고, 자신의 고향이자 김영삼 전 대통령의 고향인 경남 거제시에 신한국당 후보로 출마해 제15·16·17대 국회의원을 지냈다. 16대 국회의원 시절에는 법제사법위원장으로서 노무현 대통령 탄핵 심판의 소추위원으로 활동했다. 노무현 대통령 탄핵 심판에서 김기춘 당시 법사위원장은 다음과 같은 논리를 전개했는데, 이는 박근혜 대통령 탄핵 반대 논리와는 반대된다.
1. 제헌국회 속기록을 보면 대통령의 실정법 위반뿐 아니라 지휘·감독 관계에 있는 공직자에 대한 지휘·감독을 소홀히 한 것과 국정을 불성실하게 수행하는 경우 모두 헌법 위반으로 탄핵 사유가 된다고 설명한다.
2. 탄핵 사유는 기소가 가능한 형사적 범죄일 필요는 없고 헌법이 부여한 의무를 다하지 않은 경우, 부패 행위를 한 경우, 공중의 신뢰를 깨뜨리는 경우도 탄핵 사유가 된다.
3. 직무를 태만히 하거나 성실히 수행하지 않은 경우에도 탄핵 사유가 된다.
4. 형사재판에서는 무죄 추정의 원칙에 따라 유죄 판결이 확정되기 전에는 공무원의 직권이 정지되지 않는 데 반해 탄핵심판에서는 대통령의 권한이 정지되는 유죄 내지 유책 추정의 원칙을 적용한다.

이명박 정부 출범 이후에는 공천에서 탈락하였고, 한국에너지재단의 이사장으로 취임했다. 2013년 8월 5일에 박근혜 정부 제2대 대통령비서실장으로 임명되었다. 역대 최고령 대통령비서실장이었다. 김기춘은 박근혜 전 대통령의 신임을 받아 '기춘대원군', '왕실장' 등의 별명을 얻게 되었다. 이때 당시 같이 근무하던 정호성 청와대 부속비서관은 "멸사봉공의 자세가 확실한 분", "아주 존경스러운 분이고, 대단히 말씀이 명쾌하신 분"이라고 호평했다. 하지만 비서실장 재임 중 채동욱 전 검찰총장 찍어내기 논란이 있었고, 세월호 참사 당시 대통령을 제대로 보좌하지 못했다는 비판이 일었다. 또한 국무총리 후보의 연쇄 낙마를 비롯해 고위공직 후보자들의 잇단 인사검증 실패에 대한 책임론도 불거졌으며, 정윤회 문건 파동 때도 일찌감치 수습을 하는데 실패했다는 지적이 일었다. 결국 김 비서실장은 1년 6개월만인 2015년 2월 17일에 비서실장직을 사퇴했다.
박근혜-최순실 게이트 이후, 오래 전부터 박근혜의 신임을 얻어왔던 김기춘은 비판을 많이 받았다. 김기춘은 청문회에서 최순실의 존재를 아냐는 질문에 대해 "모른다"고 답변했지만, 2007년 한나라당 대선 토론에서 박근혜 후보의 최순실 언급을 김기춘 당시 박근혜 캠프 법률자문단장이 경청하는 모습이 담긴 동영상을 박영선 더불어민주당 의원이 제시했고, 김기춘은 "이름은 못 들었다고 볼 수 없다"고 말을 바꿨다. 또한 이혜훈 바른정당 의원은 "김기춘은 박근혜 대통령이 같이 없어도 '주군'이라는 단어를 자주 사용했고 '하명'이라는 단어도 쓰더라"라며 "정말 충격이었다"고 김 전 실장을 비판했다.

## 범죄전력

### 문화예술계 블랙리스트
김 전 실장은 야권 지지 문화예술인들에 대한 리스트를 작성하고 불이익을 주었다는 문화예술계 블랙리스트의 중심 인물로 지목받아 박영수 특별검사팀의 조사 대상이 되었고, 1월 20일 구속영장이 청구되어 1월 21일 서울구치소에 수감되었다.
2017년 7월 27일 서울중앙지법 형사합의30부(황병현 부장판사)는 문화예술인 블랙리스트와 관련하여 직권남용 권리행사방해 등의 혐의로 구속기소된 김기춘에게 규제·조세·반부패·문화정책 등의 분야에서 정부 또는 고위 공무원이 "간섭하지 않는다"는 원칙인 "팔 길이만큼 거리를 둔다"를 언급하면서 징역 3년의 실형을 선고했다.(서울중앙지방법원2017고합102) 이에 불복한 김기춘은 항소했으나, 서울고등법원 형사3부(조영철 부장판사)는 2018년 1월 23일에 지원 배제 뿐만 아니라 1심에서 무죄 판결된 1급 공무원 사직 강요 혐의에 대해서도 유죄를 인정하여 징역 3년을 선고한 원심을 파기하면서 징역 4년을 선고했다.(서울고등법원2017노2425) 대법원에서 2심판결을 파기환송하는 판결로 2심판결을 다시 받게 되었다.
이후 최장 구속 기간인 1년 6개월을 채워 2018년 8월 6일에 석방되었다.

### 보수단체 부당 지원
2018년 2월 1일 서울중앙지방검찰청 특수3부(부장검사 양석조)는 김기춘을 직권남용권리행사방해, 강요 혐의로 불구속 기소하였다. 김기춘은 대통령비서실장 재직 시절 전국경제인연합회를 압박해 33개 친정부 성향 보수단체에 69억원을 지원하도록 한 혐의를 받았다.

## 논란
조국 당시 서울대 교수는 김기춘 전 비서실장을 향해 법마(法魔)라는 표현을 썼다. 유신헌법 제정, 간첩 조작 사건, 지역 감정 조장, 블랙리스트 등 70년대부터 2010년대까지 한국 현대사의 어두운 면에 연루되어 있다.

### 재일교포유학생 간첩 조작 사건
재일교포유학생 간첩 조작 사건은 1975년 11월 서울대학교, 고려대학교, 부산대학교 등에 재학 중이던 16명의 학생이 간첩 혐의로 기소된 사건이다. 1975년 11월 22일, 중앙정보부 대공수사국장 김기춘은 '북괴의 지령을 받은 간첩들이 모국 유학생을 가장해 국내 대학에 침투, 이른바 통일혁명당 지도부를 학원 안에 구성했다'고 발표했다. 2010년 국가기관 '진실 화해를 위한 과거사 정리위원회'는 이 사건을 조작된 사건이라고 결론을 내렸고, 2011년 피해자들은 재심을 청구했으며, 2014년 재심에서 무죄 판결이 났다. 이 사건의 피해자 노승일은 2003년 6월 '민주화운동 관련자 명예회복 및 보상심의위원회'로부터 민주화운동 관련자로 인정받았다.
1975년 부산대학교에 재학 중이던 재일 교포 관련 간첩단 조작 사건 관련자인 김오자 씨가 재심을 통해 43년 만에 무죄를 선고받았다.
서울고법 형사2부(차문호 부장판사)는 2019년 8월 22일 김씨의 반공법 위반 등 사건 재심에서 무죄를 선고했다.

### 지역 감정 조장 모의 사건
1992년 12월 11일에 부산 지역 기관장들이 모인 자리에서 지역 감정을 조장해 여당 후보를 지원하는 내용을 의논했던 초원복국 사건으로 기소되었으나 이를 폭로한 상대 진영의 도청 사건을 통해 여론을 조성하였으나 대통령 선거법 위반으로 기소되었다. 하지만 김기춘은 "선거법상 선거운동이 아닌 사람의 선거운동을 금지한 법률 조항은 헌법에 위반된다"고 주장하여 법원에서 헌법재판소에 위헌법률심판을 제청하여 위헌 결정을 받았다.

### 성완종으로부터 금품 수수 의혹
2015년 이명박 정부의 자원 외교 비리 사건 수사 중 자살한 성완종의 주머니에서 나온 메모에 금품을 제공받았다는 내용의 메모가 적혀있어 검찰 수사 대상이 되었다. 하지만 김기춘은 혐의를 부인하였고 그해 7월 12일에 무혐의로 처분되었다.

### 재판 거래 의혹
일제 강제징용 피해자 소송과 관련해 양승태 대법원과의 재판거래 의혹을 받고 있다. 검찰은 외교부 동북아국과 국제법률국, 기획조정실을 압수수색해 임종헌 전 법원행정처 차장이 박근혜정부 청와대와 일제 강제징용 소송을 논의한 단서를 확보한 것으로 알려졌으며, 법원행정처가 2013년 9월 작성한 '강제노동자 판결 관련-외교부와의 관계(대외비)'라는 제목의 문건에는 외교부의 부정적인 의견을 고려해 판결을 연기한 정황이 담겨있다. 또 다른 문건에는 법관 파견과 관련해 '김기춘 비서실장, 이정현 홍보수석 등 청와대 인사위원회 (멤버와) 접촉을 시도해야 한다' 등의 내용도 담겼다. 김기춘 전 실장은 검찰 조사에서 "박근혜 전 대통령 지시에 따라 현직 대법관을 불러 강제징용 소송 판결을 지연시켜달라고 요구했다"는 취지의 진술을 한 것으로 알려졌다. 검찰은 양승태 대법원이 일본과의 관계 악화를 우려하는 청와대의 요구를 들어주는 대가로 법관 해외파견을 얻어낸 것으로 보고 있다.

### 허위공문서작성·행사 논란
2018년 3월 28일 서울중앙지방검찰청은 김기춘을 허위공문서작성, 동행사 혐의로 불구속 기소하였다. 대통령비서실장으로 재직 중에 있던 김기춘은 세월호 침몰 사고 당일 박근혜 대통령에게 보고한 시각과 대통령 지시 시각을 조작하여 국회 서면질의답변서 등에 허위 기재하는 등 3건의 공문서를 허위 작성하여 국회 등에 제출하였다.
2022년 8월 19일 대법원 3부는 김기춘을 허위 공문서 작성 혐으로 원심을 파기하고 서울고등법원에 돌려보냈다.

## 학력
- 와포국민학교 졸업
- 마산중학교 졸업
- 경남고등학교 졸업
- 서울대학교 법과대학 졸업 (법학사)
- 서울대학교 대학원 법학과 석사과정 졸업, 법학석사 (학위논문명 - 습관적범인의 처우에 관한 연구 : 보안처분의 도입을 중심으로)
- 서울대학교 대학원 법학과 박사과정 졸업, 법학박사 (학위논문명 : 형법개정에 관한 연구)

## 경력
- 1960년 10월 : 제12회 고등고시 사법과 합격
- 1964년 : 광주지방검찰청 검사
- ~ 1973년 : 법무부 검사, 서울중앙지방검찰청 검사, 부산지방검찰청 검사
- 1974년 9월 : 중앙정보부 대공수사국 부장
- 1980년 : 서울중앙지방검찰청 공안부 부장, 대검찰청 특수부1과 과장
- 1981년 : 서울중앙지방검찰청 공안부 부장
- 1982년 : 법무연수원 검찰연구부 부장
- 1985년 : 대구지방검찰청 검사장
- 1986년 5월 ~ 1987년 6월 : 제18대 대구고등검찰청 검사장
- 1987년 6월 ~ 1988년 12월 : 제12대 법무연수원 원장
- 1988년 12월 ~ 1990년 12월 : 제22대 대검찰청 검찰총장
- 1991년 5월 ~ 1992년 10월 : 제40대 법무부 장관
- 1993년 9월 : 변호사김기춘법률사무소 변호사
- 1994년 2월 ~ 1994년 8월 : 숭실대학교 법학과 겸임교수
- 1995년 2월 ~ 1996년 5월 : 제8대 한국야구위원회 총재
- 1995년 9월 ~ 1995년 12월 : 한양대학교 법과대학원 겸임교수 (석사과정 <범죄 원인론> 강의
- 1996년 4월 ~ 2000년 4월 : 제15대 한나라당 국회의원
- 1997년 11월 : 한나라당 경남 거제지구당 지구당위원장
- 2000년 5월 ~ 2004년 5월 : 제16대 한나라당 국회의원
- 2000년 6월 ~ 2001년 5월 : 한나라당 정책위원회 부의장
- 2003년 4월 ~ 2004년 5월 : 국회 법제사법위원회 위원장
- 2004년 4월 ~ 2008년 5월 : 제17대 한나라당 국회의원
- 2004년 7월 : 국회 행정자치위원회 위원
- 2007년 9월 : 한나라당 경남도당 위원장
- 2009년 8월 ~ 2012년 8월 : 제2대 한국에너지재단 이사장
- 2012년 8월 ~ 2013년 8월 : 제3대 한국에너지재단 이사장
- 2013년 8월 ~ 2015년 2월 : 제31대 대통령비서실장

## 역대 선거 결과
|  | 76.53% |

|  | 47.50% |

|  | 43.50% |

## 소속 정당
| 소속 정당 | 소속 정당  | 소속 기간 | 비고           |
| --------- | ---------- | --------- | -------------- |
|           | 민주자유당 | 1991~1995 | 정계 입문      |
|           | 신한국당   | 1995~1997 | 당명 변경      |
|           | 한나라당   | 1997~2012 | 합당           |
|           | 새누리당   | 2012~2013 | 당명 변경      |
|           | 무소속     | 2013~2015 | 탈당           |
|           | 새누리당   | 2015~2017 | 복당           |
|           | 무소속     | 2017~현재 | 제명 정계 은퇴 |

## 같이 보기
- 거제시 (선거구)
- 거제시의 국회의원
- 법무연수원장
- 대한민국의 검찰총장
- 대한민국의 법무부 장관
- 대한민국의 대통령비서실장
- 독수독과이론